# Shanghai International Settlement

Flagge des Shanghai International Settlement

Lage des Shanghai International Settlement in Rot und französische Zone in Gelb

Das Shanghai International Settlement (chinesisch: 上海公共租界) entstand aus dem Zusammenschluss der britischen und US-amerikanischen Enklaven in der Stadt Shanghai im Jahr 1863, in denen britische Untertanen und amerikanische Bürger gemäß den im neunzehnten Jahrhundert mit der Qing-Dynastie unterzeichneten Verträgen extraterritoriale und konsularische Zuständigkeit genossen. Diese Verträge wurden 1943 durch eine Vereinbarung mit der Kuomintang, die damals ihren Sitz in Chungking hatte, außer Kraft gesetzt. Die Bewohner des Shanghai International Settlement wurden zur Zeit ihrer Existenz Shanghailänder genannt. 1925 lebten in der Zone über eine Million Menschen, die Mehrheit davon waren Chinesen und keine Ausländer.
Die Siedlungen wurden nach der Niederlage der Qing-Armee gegen die Briten im Ersten Opiumkrieg (1839–1842) errichtet. Im Vertrag von Nanking wurden die fünf Vertragshäfen, darunter Shanghai, für ausländische Kaufleute geöffnet, wodurch das Monopol des südlichen Hafens von Kanton (Guangzhou) im Rahmen des Kanton-Systems aufgehoben wurde. Die Briten errichteten auch einen Stützpunkt in Hongkong. Die Amerikaner und Franzosen folgten den Briten, und ihre Enklaven wurden nördlich bzw. südlich des britischen Gebiets errichtet.
Im Gegensatz zu den Kolonien Hongkong und Macau, wo das Vereinigte Königreich und Portugal die volle Souveränität genossen, blieben die ausländischen Konzessionen in China unter chinesischer Souveränität. Im Jahr 1854 gründeten die drei Länder den Stadtrat von Shanghai (Shanghai Municipal Council), um alle ihre Interessen zu vertreten, doch 1862 schied die französische Konzession aus dieser Vereinbarung aus. Im darauf folgenden Jahr schlossen sich die britischen und amerikanischen Siedlungen formell zur Shanghai International Settlement zusammen. Da immer mehr ausländische Mächte vertragliche Beziehungen mit China eingingen, wurden auch deren Staatsangehörige Teil der Verwaltung der Siedlung. Die Zahl der Vertragsmächte stieg bis 1918 auf ein Maximum von 19, sank aber bis in die 1930er Jahre auf 14: das Vereinigte Königreich, die Vereinigten Staaten, Japan, Frankreich, Italien, Norwegen, Schweden, Dänemark, die Niederlande, Spanien, Portugal, Peru, Mexiko und die Schweiz.
Bis zur zunehmenden Beteiligung Japans in den späten 1930er Jahren blieb es jedoch immer eine vorwiegend britische Angelegenheit. Der internationale Charakter der Siedlung spiegelte sich in der Flagge und dem Siegel des Gemeinderats wider, auf denen die Flaggen mehrerer Länder von Frankreich und den Vereinigten Staaten bis hin zu Italien und Russland abgebildet waren.
Die internationale Siedlung fand im Dezember 1941 ein jähes Ende, als japanische Truppen unmittelbar nach dem Angriff auf Pearl Harbor einmarschierten. Anfang 1943 beendeten neue, von der Regierung der Republik China unter Chiang Kai-shek unterzeichnete Verträge formell die extraterritorialen Privilegien der Amerikaner und Briten, obwohl die Bedingungen bis zur Rückeroberung Shanghais nach der Kapitulation Japans 1945 strittig waren. Die Franzosen gaben ihre Privilegien später in einem separaten Abkommen im Februar 1946 auf.